# آلبرت پلسمن
آلبرت پلسمن (به انگلیسی: Albert Plesman) (زاده ۷ سپتامبر ۱۸۸۹ - درگذشته ۳۱ دسامبر ۱۹۵۳) کارآفرین، هوانورد و مدیر ارشد اجرایی هلندی بود، که در سال ۱۹۱۹ میلادی شرکت کی‌ال‌ام را تأسیس نمود.